# Peter Early Love

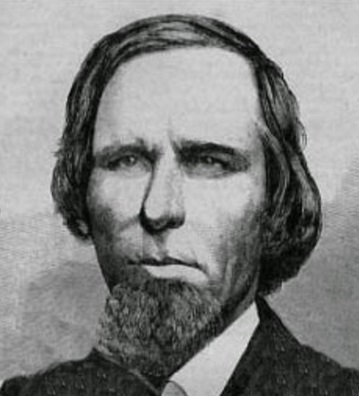
Peter Early Love, 1862

Peter Early Love (* 7. Juli 1818 bei Dublin, Laurens County, Georgia; † 8. November 1866 in Thomasville, Georgia) war ein US-amerikanischer Politiker. Zwischen 1859 und 1861 vertrat er den Bundesstaat Georgia im US-Repräsentantenhaus.

## Werdegang
Peter Love besuchte bis 1829 das Franklin College, das heute zur University of Georgia gehört. Danach studierte er bis 1838 am Philadelphia College Medizin. Anschließend arbeitete er für eine kurze Zeit als Arzt. Nach einem Jurastudium und seiner im Jahr 1839 erfolgten Zulassung als Rechtsanwalt begann er in Thomasville in seinem neuen Beruf zu arbeiten. Im Jahr 1843 wurde er Staatsanwalt im südlichen Teil des Staates Georgia. Gleichzeitig begann er als Mitglied der Demokratischen Partei eine politische Laufbahn. Im Jahr 1849 wurde er in den Senat von Georgia gewählt. 1853 wurde Love Richter am Obergericht des südlichen Bezirks von Georgia.
Bei den Kongresswahlen des Jahres 1858 wurde Peter Love im ersten Wahlbezirk von Georgia in das US-Repräsentantenhaus in Washington, D.C. gewählt, wo er am 4. März 1859 die Nachfolge von James Lindsay Seward antrat. Die nun folgende Legislaturperiode im Kongress war von den Ereignissen im unmittelbaren Vorfeld des  Bürgerkrieges überschattet. Angesichts von Georgias Austritt aus der Union legte Love sein Mandat am 23. Januar 1861 nieder. Nach seiner Zeit im Repräsentantenhaus arbeitete er wieder als Rechtsanwalt in Thomasville. Noch im Jahr 1861 wurde Love in das Repräsentantenhaus von Georgia gewählt. Er starb am 8. November 1866 in Thomasville.